# Federação de Andebol de Portugal
La Federação de Andebol de Portugal è la federazione portoghese di pallamano.

È stata fondata nel 1939 ed è affiliata alla International Handball Federation ed alla European Handball Federation.

La federazione assegna ogni anno il titolo di campione di Portogallo e la coppa nazionale.

Controlla ed organizza l'attività delle squadre nazionali.

La sede amministrativa della federazione è a Lisbona.

## Squadre nazionali
La federazione controlla e gestisce tutte le attività delle squadre nazionali portoghesi.
- Nazionale di pallamano maschile del Portogallo
- Nazionale di pallamano femminile del Portogallo

## Competizioni per club
La federazione annualmente organizza e gestisce le principali competizioni per club del paese.
- Campionato portoghese di pallamano maschile
- Campionato portoghese di pallamano Femminile
- Taca Portugal (pallamano maschile)
- Taca Portugal (pallamano femminile)
- Supertaca (pallamano maschile)
- Supertaca (pallamano femminile)